# 笂井町
笂井町（うつぼいまち）は、群馬県前橋市の地名。郵便番号は379-2115。2013年現在の面積は1.29km2。

## 地理
桃ノ木川流域に位置している。
平成27年の国勢調査における、群馬県の人口重心は当地に存在する。

### 河川
- 桃ノ木川

## 歴史
町北部の字八日市では、水田跡や古墳など古代の状況を垣間見える遺跡が発見されている。
「木瀬村誌」によれば、上野国の守護、山内上杉氏所領目録『上州之内持分之事』（桐生市彦部家文書）に、「大胡庄之内」として宇坪井村の名がみえる。
室町時代頃からある地名である。江戸時代になると前橋藩領だった。

### 年表
- 戦国時代 - 「大胡庄之内･･･宇坪井村」の名が山内上杉氏所領として「上州之内　持分之事」（「彦部文書」）に見える[6]。
- 天正18年（1590年） - 平岩親吉が前橋城主となり、以降笂井村は江戸時代を通じて前橋藩領だった[7]。

- 明治22年（1889年）4月1日 - 町村制施行により、笂井村は天川大島村、上大島村、下大島村、女屋村、上長磯村、東上野村、野中村、下長磯村、小屋原村、上増田村、下増田村と合併し南勢多郡木瀬村が成立する。
- 明治29年（1896年）4月1日 - 南勢多郡と東群馬郡が統合し勢多郡となる。
- 昭和32年（1957年）1月20日 - 勢多郡木瀬村、荒砥村が合併し城南村が成立する。
- 昭和42年（1967年）5月1日 城南村が前橋市へ編入される。そのため前橋市笂井町となる。

### 地名の由来
- 昔この辺りを利根川が流れており、竹で編んだ「ウツボ」という道具で魚を捕っていたことから「笂」という字と笂井という地名が生まれたのだという[8]。

## 世帯数と人口
2017年（平成29年）8月31日現在の世帯数と人口は以下の通りである。
| 町丁   | 世帯数  | 人口    |
| ------ | ------- | ------- |
| 笂井町 | 418世帯 | 1,121人 |

## 小・中学校の学区
市立小・中学校に通う場合、学区は以下の通りとなる。
| 番地 | 小学校             | 中学校             |
| ---- | ------------------ | ------------------ |
| 全域 | 前橋市立笂井小学校 | 前橋市立木瀬中学校 |

## 交通

### 鉄道
鉄道駅はない。

### 道路
国道は国道50号、県道は群馬県道40号藤岡大胡線が通っている。

## 施設
- 前橋市立笂井小学校
- 善衆会病院 新病棟
- 安養院 - 天台宗、医王山安養院真福寺[10]。
- 近戸神社 - 旧社格は村社[11]。